# El Ayoun (délégation)
El Ayoun est une délégation tunisienne dépendant du gouvernorat de Kasserine.
En 2014, elle compte 19 211 habitants dont 9 553 hommes et 9 658 femmes répartis dans 3 990 ménages et 4 080 logements.